# Ostěra

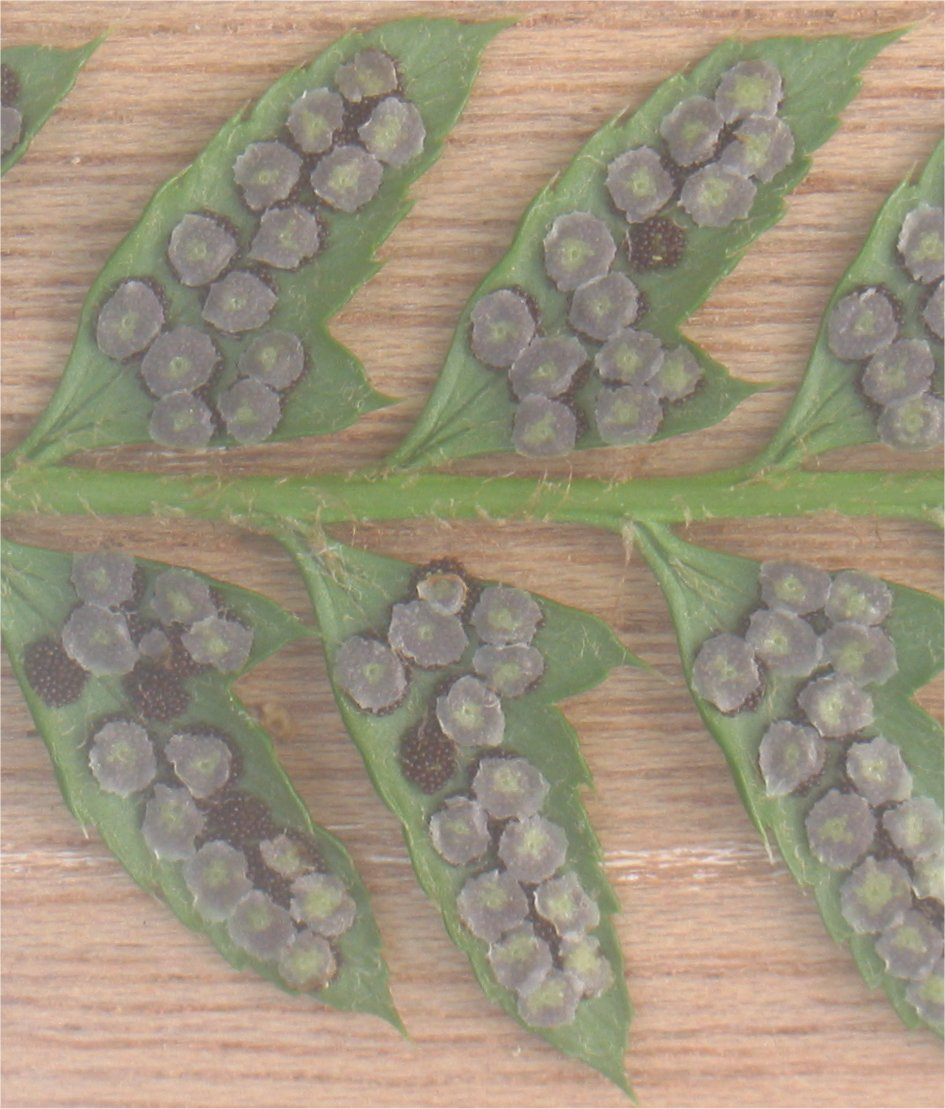
Ostěry u kapradiny laločnaté

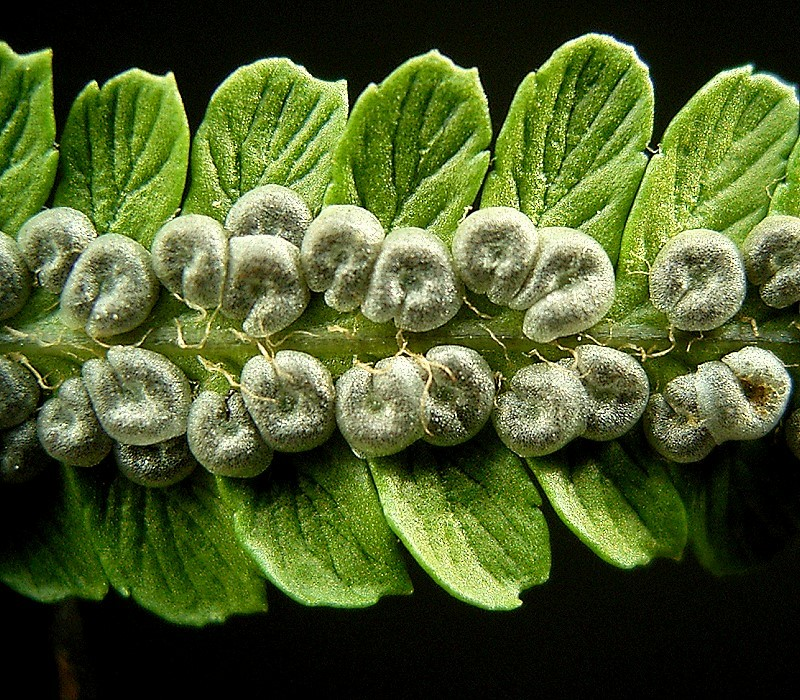
Ostěry u kapradě samce

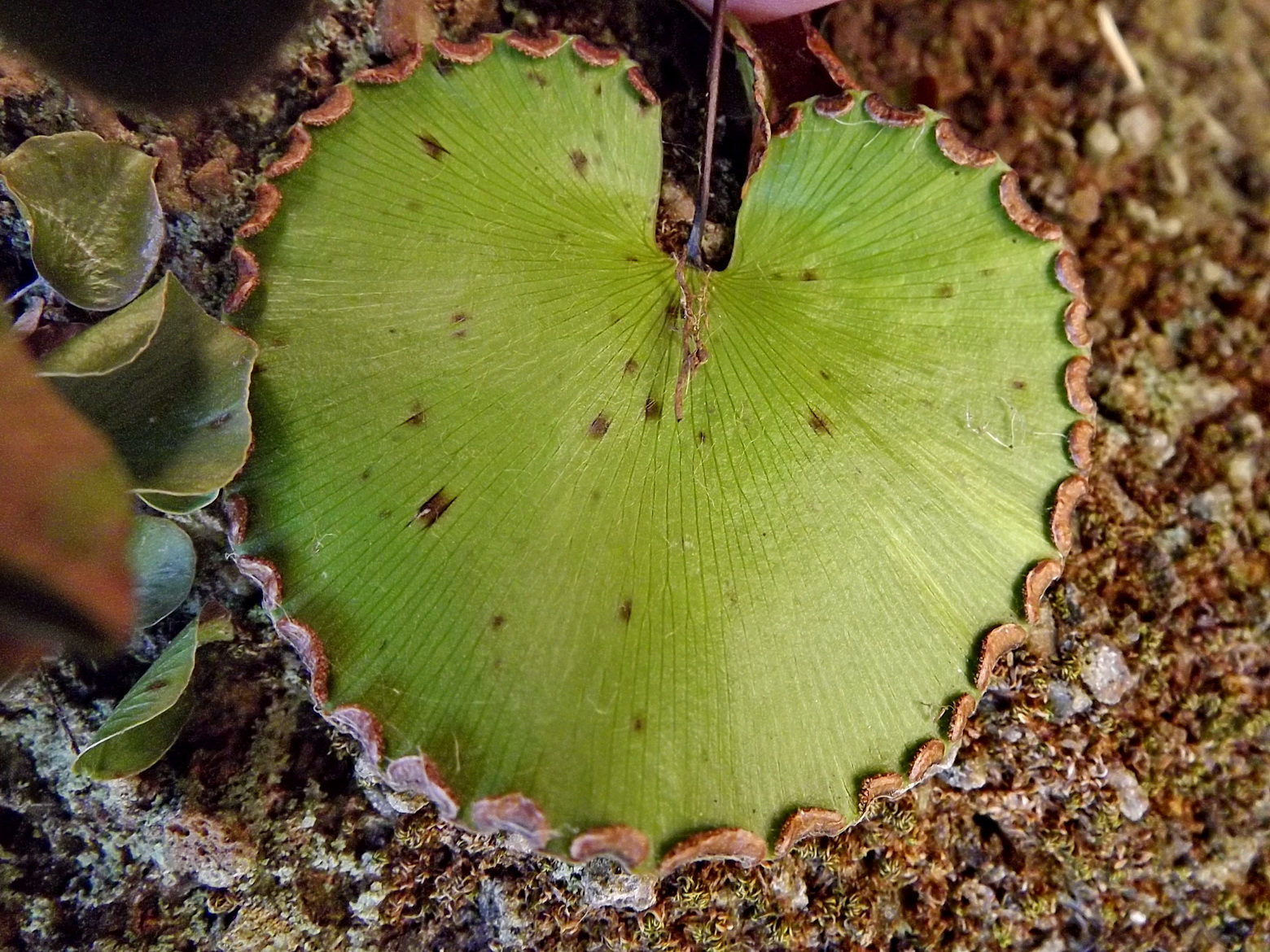
Nepravá ostěra u netíku ledvinitého

Ostěra (indusium) je rostlinný útvar kryjící a chránící dozrávající výtrusnice (sporangia) u kapraďorostů.

## Pravá ostěra
Může být listového nebo trichomového původu. Nejčastěji to bývají okrouhlé nebo ledvinovité blanité šupinky překrývající výtrusné kupky (sory) na spodních stranách plodných listů (sporofylů). Po dozrání výtrusů ostěry zaschnou a buď odpadnou, nebo se jejich okraj nadzvedne a umožní výtrusům vypadnout.

## Nepravá ostěra
Mimo této „klasické ostěry“ existuje ještě tzv. „nepravá ostěra“. Tehdy krycí funkci zastává list, jehož okraj se přehne a překryje výtrusnou kupku (obecný znak čeledi křídelnicovité).

## Druhotný význam
Přítomnost, tvar a velikost ostěr je také důležitým identifikačním znakem pro určování rodů nebo čeledí kapraďorostů.